# 第五季超級籃球聯賽新人選秀會
2007年第5季SBL超級籃球聯賽新人選秀會為超級籃球聯賽（SBL）在第5季SBL開打之前舉辦的第1屆新人選秀會，於2007年7月20日舉行。本屆新人選秀會共有89人參與，最終有22人獲選，由吳奉晟成為選秀狀元。受限於大專體總的規定，只有5名中選球員在第5季SBL有出賽紀錄。

## 選秀結果
| [ 1 ] [ 3 ] | 臺銀   | 璞園   | 東森   | 達欣   | 台啤   | 緯來   | 裕隆   |
| ----------- | ------ | ------ | ------ | ------ | ------ | ------ | ------ |
| 第一輪      | 吳奉晟 | 陳俊傑 | 李俊緯 | 陳昱安 | 姚伸翰 | 吳敏賢 | 方永璽 |
| 第二輪      | 洪杰   | 鄭至豪 | 楊政倫 | 黃玟穎 | 謝鎮陽 | 放棄   | 放棄   |
| 第三輪      | 放棄   | 林金榜 | 徐清峰 | 莊宗勳 | 侯威呈 | 不適用 | 不適用 |
| 第四輪      | 不適用 | 朱億宗 | 林義富 | 放棄   | 陳冠仲 | 不適用 | 不適用 |
| 第五輪      | 不適用 | 放棄   | 張銘哲 | 不適用 | 放棄   | 不適用 | 不適用 |
| 第六輪      | 不適用 | 不適用 | 李緯倫 | 不適用 | 不適用 | 不適用 | 不適用 |
| 第七輪      | 不適用 | 不適用 | 王男桂 | 不適用 | 不適用 | 不適用 | 不適用 |

## 參加名單
本屆新人選秀會最初有90人報名參加，張宗憲在2007年7月18日決定退出選秀，最終共89人參與新人選秀會。達欣推薦王凱維，東風老鷹推薦朱億宗，前東森羚羊教頭邱大宗推薦廖士翔。
- 林金榜
- 張厚松
- 孫煥博
- 陳昱安
- 吳奉晟
- 李俊緯
- 柯欽壬
- 楊政倫
- 鄭至豪
- 李緯倫
- 吳敏賢
- 陳俊傑
- 陳磐澤
- 林義富
- 黃玟穎
- 王男桂
- 辜佳豪
- 陶子安
- 潘信儒
- 彭成儒
- 莊宗勳
- 侯威呈
- 方永璽
- 洪杰
- 顏慶華
- 謝鎮陽
- 賴運昌
- 呂立民
- 郭宗儒
- 吳昆典
- 陳柏安
- 李佳驊
- 高偉峰
- 羅家龍
- 連啟丞
- 姚伸翰
- 魏維
- 劉韋辰
- 吳首廷
- 李俊逸
- 王上嘉
- 林啟源
- 黃東義
- 王昱人
- 張銘哲
- 陳冠仲
- 黃立凱
- 殷大茗
- 黃昭文
- 廖士翔
- 紀貞甫
- 林建宏
- 張雅竹
- 張弘傑
- 張中政
- 張家祥
- 張原耀
- 林聖凱
- 王聖元
- 林秉陞
- 林冠豪
- 白雲龍
- 潘雨晨
- 龍弘元
- 徐清峰
- 石凱文
- 郭瀚仁
- 鄭皓璿
- 邱斌豪
- 楊瑋欣
- 謝惟翔
- 葉士綸
- 陳力維
- 李廷祐
- 陳昶霖
- 劉明仁
- 李崟
- 吳志祥
- 林基嘉
- 林育質
- 翁振剛
- 朱家弘
- 白廷羿
- 黃煒哲
- 王凱維
- 朱億宗

參考資料：